# 4555 (1987 QL)
4555 (1987 QL) је астероид главног астероидног појаса са средњом удаљеношћу од Сунца која износи 2,258 астрономских јединица (АЈ).
Апсолутна магнитуда астероида је 13,7.